# Dianella incollata
Dianella incollata är en grästrädsväxtart som beskrevs av Rodney John Francis Henderson. Dianella incollata ingår i släktet Dianella och familjen grästrädsväxter. Inga underarter finns listade i Catalogue of Life.